# Kenhsuïta
La kenhsuïta és un mineral de la classe dels sulfurs. Rep el nom en honor del Dr. Kenneth Junghwa Hsu (1929-), professor emèrit de l'Institut Federal de Tecnologia de Suïssa, Zúric, Suïssa.

## Característiques
La kenhsuïta és un sulfur de fórmula química Hg₃2+S₂Cl₂. Cristal·litza en el sistema ortoròmbic. La seva duresa a l'escala de Mohs es troba entre 2 i 3.
Segons la classificació de Nickel-Strunz, la kenhsuïta pertany a «02.FC: Sulfurs d'arsènic, àlcalis, sulfurs amb halurs, òxids, hidròxid, H₂O, amb Cl, Br, I (halogenurs-sulfurs)» juntament amb els següents minerals: djerfisherita, talfenisita, owensita, bartonita, clorbartonita, arzakita, corderoïta, grechishchevita, lavrentievita, radtkeïta, capgaronnita, perroudita, iltisita, demicheleïta-(Br) i demicheleïta-(Cl).

## Formació i jaciments
Va ser descoberta a la mina McDermitt, situada al districte d'Opalite, al comtat de Humboldt (Nevada, Estats Units). També ha estat descrita en altres tres indrets: la mina Veladero, a Tudcum (Província de San Juan, Argentina) i les mines Oriental i San Francisco, ambdues mines a la localitat de Xóvar, un municipi del País Valencià que es troba a la comarca de l'Alt Palància.